# 수크레 (통화)
수크레(SUCRE)는 중남미 국가의 공동 통화로, 실제 화폐가 통용되지 않는 일종의 가상 통화이다.
ALBA 회원국들은 전산 결제를 통해 수크레를 인도받고, 무역 상대국으로부터 받은 수크레를 정해진 환율에 따라 자국 통화로 인출할 수 있다.
이 통화는 ISO 4217 표준 통화 목록에 XSU라는 코드를 보유하고 있다.

## 유래
수크레는 19세기 베네수엘라의 독립을 위해 싸웠던 안토니오 호세 데 수크레의 이름에서 따왔다. 수크레는 에콰도르가 2000년에 미국 달러를 자국의 통화로 지정하기 전까지 사용했던 통화의 이름이기도 하다.

## 역사
중남미 좌파 국가 모임인 아메리카를 위한 볼리바르 대안(ALBA) 회원국들은 볼리비아 코차밤바에서 열린 정상 회의에서 2010년부터 지역 공동 통화인 수크레를 사용하기로 합의하였다.
ALBA 회원국들은 수크레 사용을 통해 회원국들의 달러화 및 유로화에 대한 의존도를 낮추고 환차손을 방지하는 동시에 중남미 국가의 경제·통화 주권을 확보한다는 목표를 세우고 있다.

## 같이 보기
- 베네수엘라 볼리바르